# Szigorúan piszkos ügyek 3.
A Szigorúan piszkos ügyek 3 (egyszerűsített kínai: 无间道III: 终极无间, hagyományos kínai: 無間道III: 終極無間, pinjin: Wu jian dao san: Zhong ji wu jian, magyaros átírás szerint: Vu csien tao szan: Csung csi vu csien) egy 2003-ban bemutatott hongkongi thriller, rendezője Andrew Lau és Alan Mak. A film egy trilógia harmadik része, a Szigorúan piszkos ügyek és Szigorúan piszkos ügyek 2 című 2002-2003-ban bemutatott filmek folytatása. Főbb szerepeiben Andy Lau, Tony Leung Chiu-wai, Kelly Chen, Anthony Wong Chau-sang, Eric Tsang és Chapman To a korábbi részek visszatérő szereplői, új szerepekben Leon Lai és Chen Dao-ming.

## Szereplők
- Andy Lau – Lau Kin-Ming
- Tony Leung Chiu-wai –  Chan Wing-Yan
- Leon Lai – Yeung Kam-Wing
- Chen Daoming – Shen Cheng "Shadow"
- Kelly Chen – Dr. Lee Sum-Yee
- Anthony Wong Chau-sang – Wong Chi-Shing
- Eric Tsang – Hon Sam
- Chapman To – Tsui Wai-Keung
- Berg Ng – Cheung felügyelő
- Wan Chi-Keung – Leung rendőr
- Gordon Lam – Lam Kwok-Ping felügyelő ("B" felügyelő)
- Sammi Cheng – Mary
- Edison Chen – fiatal Lau Kin-Ming
- Shawn Yue – fiatal Chan Wing-Yan
- Carina Lau – Mary Hon
- Waise Lee – Chun

## Fogadtatás
Az alig egy hónappal a második részt követően mozikban került film 30 225 661 hongkongi dolláros bevételt hozott, mely több mint öt millió dollárral haladta meg a második rész bevételét.
2004-ben a film megnyerte a Hong Kong Film Critics Society Awards díját, valamint Andy Lau megnyerte a Golden Horse Awards legjobb színésznek járó díját a filmben nyújtott alakításáért. Emellett hét jelölést kapott a Hong Kong Film Awards, illetve egyet a Golden Bauhinia Awards díjára.